# ダブルベース火薬
ダブルベース火薬(double base powder)とは、ニトロセルロースとニトログリセリンを基剤として、膠化剤、安定剤、緩燃剤、焼食抑制剤、消炎剤を添加した無煙火薬の一種。
主に火砲や小火器の発射薬として使用される。
静電気防止のために黒鉛光沢処理を施されているので外観は黒色の粒になっている。

## 組成
- ニトロセルロース 77.45%
- ニトログリセリン 19.50%
- その他3.05%

## 代表的な製品の値
アメリカ軍正式採用のM26火薬
- 火炎温度：3220K
- 火薬力：1091J/g
- 燃焼生成ガス
  - 二酸化炭素 4.12 mol/Kg
  - 一酸化炭素 17.60 mol/Kg
  - 水　　　　 9.22 mol/Kg
  - 水素ガス　 5.08 mol/Kg
  - 窒素ガス　 5.06 mol/Kg
- 爆発熱：966 cal/g
- 比熱比：1.238
- 仮比重：1.62 g/cm3

## 特徴
- 燃速度はシングルベース火薬より大きい
- 爆発熱はシングルベース火薬よりも大きいが発生ガス容量は少ない
- 焼食はシングルベース火薬よりも大きくなるので銃砲の寿命には良くない
- 推進効果はシングルベース火薬よりも大きいので砲身の短い迫撃砲などの装薬として用いられる